# Listohlod ovocný
Listohlod ovocný (Phyllobius pyri) je jedním z mnoha druhů brouka početné čeledi nosatcovití (Curculionidae) a podčeledi Entiminae. Početná čeleď nosatcovitých (Curculionidae), zahrnuje přes 1080 druhů rozdělených do 180 rodů. Ve střední Evropě je zastoupena asi 25 druhy, vesměs nesnadno rozlišitelnými.

## Synonyma
- Curculio pyri (Linnaeus 1758)

## Popis
Listohlod ovocný je dlouhý nosatcovitý brouk – může dosáhnout délky 5–7 mm. Tělo je černé zavalitější, tykadla a nohy většinou smolně hnědé s širokými krovkami. Horní strana trupu je pokryta podlouhlými kovově zelenými nebo hnědavými šupinkami, čímž získávají výsledný barevný vzhled. Nicméně, pokud ošupení v průběhu času opadá, objeví se zprvu malé tmavé skvrny barvy těla, později pak mohou být skvrny i větší. Tykadla a nohy jsou načervenalé nebo hnědé, paličky tykadel jsou tmavší nebo až černé, někdy mohou býti nohy i tykadla zcela černé. Krovky mají žebrovaný vzhled, jsou černé nebo hnědé, pokryté lesklým našedlým, zlatým nebo měděným zbarvením ochlupení.

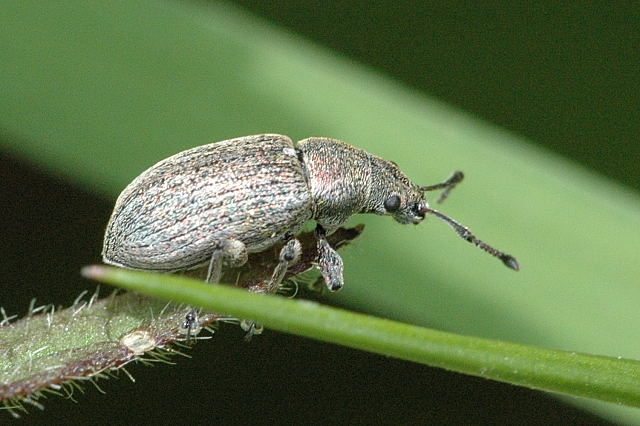
P. pyri (samec) – nález: Commanster, Ardeny (B)

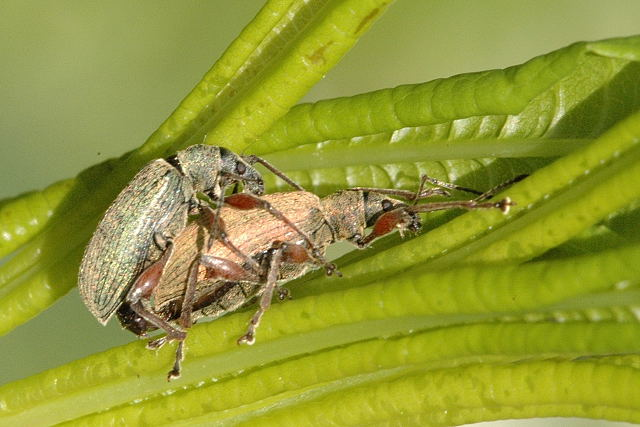
P. pyri – kopulující pár – nález: Commanster, Ardeny (B)

## Stanoviště a výskyt
Najdeme jej v listnatých i smíšených lesích; většinou na listnatých, řídce na jehličnatých stromech. Tento druh preferuje houštiny, lesní okraje, zanedbané parky a velké a staré zahrady.
Imago (dospělec) je hojným polyfágem na mnoha keřích a stromech. Listohlod ovocný se vyvíjí na ovocných stromech, většinou na hrušních a dalších listnatých stromech – dubu, buku, aj. Vykusuje díry do listů, obvykle od okraje čepele směrem k řapíku. Lze je však také nalézt na pupenech, které vyžírají. Škody nejsou významné, s výjimkou napadení ve školkách a hospodářsky využívaných sadech. Larva žije na travách a přezimuje „zavrtaná“ v půdě.
Objevuje se od časného jara, jakmile začnou rašit listy rostlin. Imago je aktivní od března do července.

## Rozšíření
Ve většině Evropy (Belgie, Česká republika, Francie, Itálie, Lucembursko, Německo, Polsko, Slovensko) ve východní Palearktické oblasti a na Blízkém východě – Turecko, Moldávie, Írán, Irák, Arménie.

## Ochrana
Není zákonem chráněný, velmi hojný.